# Turano (fiume)
Il Turano è un fiume del Lazio e dell'Abruzzo che costituisce uno degli affluenti di sinistra del Velino.

## Percorso
Nasce nel comune di Carsoli dall'unione di due torrenti, il Rio Sant'Antonio e il Rio Valle Mura, le cui sorgenti si trovano sul monte Bove.
Il fiume Turano bagna le province dell'Aquila e Roma, segnandone per un breve tratto il confine geografico, e quella di Rieti. Nel suo tratto finale scorre all'interno della piana Reatina fino a confluire nel Velino nei pressi di Terria, frazione di Contigliano.

## Descrizione

### Affluenti
I suoi affluenti principali sono:
- riva sinistra:
  - fosso Fiojo (fosso Secco, fosso Cammarano)
  - rio Petescia,
  - fosso Lariana,
  - fiume Canèra;
- riva destra:
  - fosso Rapino,
  - rio Ricetto.

### Dighe
Nel 1939 il fiume venne sbarrato dalla diga del Turano costruita in una strettoia della valle nei pressi della frazione Posticciola di Rocca Sinibalda, dando luogo al bacino artificiale del Lago del Turano. Questo bacino, unitamente al vicino bacino del Salto con cui è collegato, alimenta la centrale idroelettrica di Cotilia.
In località Valle Mura, nei pressi di Tufo, è entrata in funzione nel 2019 una diga artificiale dotata di vasche di laminazione circondate da terreni in servitù di allagamento sull’affluente Rio Valle Mura, onde evitare esondazioni a Carsoli dello stesso e del Turano.